# Лісек (Куявсько-Поморське воєводство)
Лісек (пол. Lisek, нім. Fuschwinkel) — село в Польщі, у гміні Фабянки Влоцлавського повіту Куявсько-Поморського воєводства.
Населення — 219 осіб (2011).
У 1975-1998 роках село належало до Влоцлавського воєводства.

## Демографія
Демографічна структура станом на 31 березня 2011 року:
|          | Загалом | Допрацездатний вік | Працездатний вік | Постпрацездатний вік |
| -------- | ------- | ------------------ | ---------------- | -------------------- |
| Чоловіки | 107     | 21                 | 76               | 10                   |
| Жінки    | 112     | 38                 | 57               | 17                   |
| Разом    | 219     | 59                 | 133              | 27                   |